# Walter Reese-Schäfer
Walter Reese-Schäfer (* 1951 in Wilhelmshaven) ist ein deutscher Politikwissenschaftler.

## Leben
Reese-Schäfer studierte von 1969 bis 1975 Politikwissenschaft an der Universität Hamburg. 1978 wurde er zum Dr. phil. promoviert, 1979 bestand er das Staatsexamen für das Lehramt an Gymnasien. Von 1978 bis 1992 war er als Journalist für das Wochenmagazin Stern und die Wochenzeitung Die Zeit tätig. Danach war er Assistent des Politikwissenschaftlers Richard Saage an der Universität Halle, nach der Habilitation 1995 Oberassistent. Im Sommersemester 1999 vertrat er den Politikwissenschaftler Karl Rohe an der Universität Essen, vom Wintersemester 1999/2000 bis Wintersemester 2000/2001 Udo Bermbach an der Universität Hamburg. 2001 wurde er als Nachfolger von Walter Euchner auf den Lehrstuhl für politische Theorie und Ideengeschichte an der Universität Göttingen berufen. Von Oktober 2013 bis Oktober 2017 war er Dekan der Sozialwissenschaftlichen Fakultät. Seit 2019 ist er emeritiert.

## Forschungsgebiete
Reese-Schäfers Forschungsgebiete sind politische Theorie der Antike und der Gegenwart in Nordamerika und Europa, bürgerschaftliches Engagement und Kommunitarismus.

## Mitgliedschaften
- Advisory Board im Goettingen Journal of International Law
- Deutsche Gesellschaft für Politikwissenschaft (DGfP)
- Deutsche Gesellschaft zur Erforschung des Politischen Denkens
- Deutsch-Atlantische Gesellschaft
- Jury „Das politikwissenschftliche Buch“ der Deutschen Gesellschaft für Politikwissenschaft und der Stiftung Wissenschaft und Demokratie 2024

## Schriften (Auswahl)
Autor
- Karl-Otto Apel und die Diskursethik, 2. Auflage. Springer VS, Wiesbaden 2017, ISBN 978-3-658-15532-2.
- Gemeinsam mit Petra Braitling: Universalismus, Nationalismus und die neue Einheit der Deutschen. Philosophen und die Politik. Mit Beiträgen von Rüdiger Bubner, Micha Brumlik, Robert Spaemann, Hermann Lübbe, Manfred Riedel, Dieter Oberndörfer u. a., Fischer, Frankfurt am Main 1991, ISBN 3-596-10963-9.
- Jean-Francois Lyotard zur Einführung. 4. Auflage. Junius, Hamburg 2022, ISBN 978-3-88506-913-3.
- Antike politische Philosophie zur Einführung. Junius, Hamburg 1998, ISBN 3-88506-971-7.
- Kommunitarismus. 3. Auflage. Campus, Frankfurt am Main 2001, ISBN 3-593-36832-3.
- Jürgen Habermas. Campus, Frankfurt am Main 2001, ISBN 3-593-36833-1.
- Amitai Etzioni zur Einführung. Junius, Hamburg 2001, ISBN 3-88506-342-5.
- Richard Rorty zur Einführung. Junius, Hamburg 2006, ISBN 3-88506-623-8.
- Politisches Denken heute. Zivilgesellschaft, Globalisierung und Menschenrechte. 2. Auflage. Oldenbourg, München 2007, ISBN 978-3-486-58408-0.
- Das überforderte Selbst. Globalisierungsdruck und Verantwortungslast. Merus Verlag, Hamburg 2007, ISBN 978-3-939519-26-3.
- Aristoteles interkulturell gelesen (= IKB. Band 72), Verlag Traugott Bautz, Nordhausen 2007, ISBN 978-3-88309-322-2.
- Platon interkulturell gelesen (= IKB. Band 42), Verlag Traugott Bautz, Nordhausen 2009, ISBN 978-3-88309-214-0.
- Niklas Luhmann zur Einführung. 7. erg. Auflage. Junius, Hamburg 2022, ISBN 978-3-88506-696-5.
- Klassiker der politischen Ideengeschichte. Von Platon bis Marx. 2. Auflage. Oldenbourg, München 2011, ISBN 978-3-486-70452-5.
- Politische Theorie der Gegenwart in achtzehn Modellen. 2. Auflage. Oldenbourg, München 2012, ISBN 978-3-486-71346-6.
- Grenzgötter der Moral. Der neuere europäisch-amerikanische Diskurs zur politischen Ethik. Springer VS, Wiesbaden 2013, ISBN 978-3-658-00166-7.
- Deutungen der Gegenwart. Zur Kritik wissenschaftlicher Zeitdiagnostik. Gesammelte Schriften II, J. B. Metzler, Stuttgart 2019, ISBN 978-3-476-04841-7.
- Ideengeschichte als Provokation. Schriften zum politischen Denken, Gesammelte Schriften I, J.B. Metzler, Stuttgart 2019, ISBN 978-3-476-04839-4.
- Antike politische Philosophie zur Einführung, Junius, 2. Auflage. Hamburg 2022, ISBN 978-3-88506-971-3.

Herausgeber
- Gemeinsam mit Karl Theodor Schuon: Ethik und Politik. Diskursethik, Gerechtigkeitstheorie und politische Praxis. Schüren, Marburg 1991, ISBN 3-924800-69-3.
- Identität und Interesse. Der Diskurs der Identitätsforschung. Leske + Budrich, Opladen 1999, ISBN 3-8100-2481-3.
- Gemeinsam mit Martin Kühnel und Axel Rüdiger: Modell und Wirklichkeit. Anspruch und Wirkung politischen Denkens. Festschrift für Richard Saage zum 60. Geburtstag. MDV, Halle 2001, ISBN 3-89812-112-7.
- Gemeinsam mit Harald Bluhm: Die Intellektuellen und der Weltlauf. Schöpfer und Missionare politischer Ideen in den USA, Asien und Europa nach 1945. Nomos, Baden-Baden 2006, ISBN 3-8329-2254-7.
- Handbuch Kommunitarismus. Mit Beiträgen von Amitai Etzioni, Harald Bluhm, Heiner Hastedt, Eun-Jeung Lee, Beng Huat Chua u. a., Springer VS, Wiesbaden 2019, ISBN 978-3-658-16858-2